# Totális Metál
Totális Metal es el álbum debut de la banda húngara de heavy metal Pokolgép. La banda fue una de las primeras bandas de metal en Hungría y la primera en lanzar un álbum y un sencillo de metal (A Sátán / A maszk). Totális Metal tiene influencias muy fuertes de Judas Priest y Accept. Este álbum se volvió legendario en Hungría. 
El álbum fue lanzado originalmente en vinilo y casete, pero en 2003, Hungaroton lo relanzó en CD con extras.

## Listado de pistas
Toda la música fue escrita por Pokolgép y todas las letras fueron escritas por Feró Nagy.

### Lado A[1]
1. A jel (3:26)
2. Pokolgép (3:06)
3. Démon (4:09)
4. A tűz (2:54)
5. B.S. emlékére (En memoria de Bon Scott) (4:04)

### Lado B[1]
1. Totális metal (3:35)
2. Mennyit érsz? (3:47)
3. Átkozott nemzedék (3:52)
4. Mindhalálig rock and roll (3:20)
5. ...tovább (3:36)

### Pistas extra del CD[1]
1. Kegyetlen asszony (4:40)
2. Gép-induló (Live 1990) (4:45)

## Participantes
- József Kalapács - voz
- Gábor Kukovecz - guitarras
- László Nagyfi - guitarras
- György Pazdera - bajo
- László Tarcza - batería
- Feró Nagy - partido (en la pista 4)